# كلايتون هاميلتون
كلايتون هاميلتون (بالإنجليزية: Clayton Hamilton)‏ هو لاعب كرة قاعدة أمريكي، ولد في 15 يونيو 1982 في بيفير فولز في الولايات المتحدة.

## وصلات خارجية
- كلايتون هاميلتون على موقع الدوري الياباني لكرة القاعدة (الإنجليزية)
- كلايتون هاميلتون على موقعبيزبول رفرنس.كوم (الدوري الثانوي) (الإنجليزية)